# Eclipse lunar de febrero de 2008
|                                                                                       |                                   |
| Previo                                                                                | Eclipse \| Eclipse total \| Saros |
| Posterior                                                                             | Eclipse \| Eclipse total \|Saros  |
| La Luna pasando de derecha a izquierda a través de la sombra de la Tierra.            |                                   |
| N.º de Saros                                                                          | 133 (26 de 71)                    |
| Duración (h:min:s)                                                                    |                                   |
| Total                                                                                 | 00:50:58                          |
| Parcial                                                                               | 03:26:08                          |
| Penumbra                                                                              | 05:42:18                          |
| Contactos                                                                             |                                   |
| P1                                                                                    | 0:34:59 UTC                       |
| U1                                                                                    | 1:42:59 UTC                       |
| U2                                                                                    | 3:00:34 UTC                       |
| Mayor                                                                                 | 3:26:05 UTC                       |
| U3                                                                                    | 3:51:32 UTC                       |
| U4                                                                                    | 5:09:07 UTC                       |
| P4                                                                                    | 6:17:16 UTC                       |
| Representación del movimiento de la Luna en la constelación de leo, durante 24 horas. |                                   |

Un eclipse lunar total se produjo la noche del miércoles 20 de febrero y la madrugada del jueves 21 de febrero de 2008. Fue visible en el cielo oriental de la noche del 20 de febrero para América del Norte y del Sur, y del 21 de febrero en el cielo occidental antes del amanecer en la mayor parte de África y Europa.
El eclipse lunar total es el primero de los dos eclipses lunares del año 2008, con el segundo, el del 16 de agosto de 2008, en ese caso parcial. El siguiente eclipse lunar total se produjo el 21 de diciembre de 2010.

## Visualización
La sombra del eclipse comenzó a las 00:35 UTC (21 de febrero), y finalizó a las 6:17. Existió un eclipse parcial desde las 1:43 hasta las 3:00, seguido de 51 minutos de totalidad (3:00 - 3:51) y, a continuación, de nuevo parcial de 3:51 hasta 5:09. (Para horarios locales, véase el Calendario.)
Es posible confundir la aparición del eclipse parcial con una fase diferente de la luna, pero la sombra del eclipse cambia mucho más rápidamente.
El brillo de la estrella Regulus de Leo y el planeta Saturno fueron muy visibles cerca de la luna durante la fase de eclipse total.

### Mapa
El siguiente mapa muestra las regiones desde las cuales fue visible el eclipse. En gris, las zonas que no presenciaron el eclipse; en blanco, las que si lo hicieron; y en azul, las regiones que observaron el eclipse durante la salida o puesta de la luna.

## Relación con otros eclipses lunares

### Ciclo de Saros
Este eclipse lunar forma parte de la serie 133 del ciclo de Saros, que se repite cada 18 años y 11 días. La serie 133 se extiende desde el año 1557 hasta 2819. El eclipse anterior a éste tuvo lugar el 9 de febrero de 1990, y el siguiente ocurrirá el 3 de marzo de 2026.
Es el sexto -de 21- eclipse lunar total de la serie 133. El primero ocurrió el 28 de diciembre de 1917 y el último sucederá el 3 de agosto de 2278. Los dos eclipses totales más largos (14.º y 15.º) tendrán lugar el 18 de mayo de 2152 y el 30 de mayo de 2170, con una duración aproximada de 1 hora y 42 minutos.

### Ciclo metonico
Es el cuarto eclipse lunar del Ciclo metonico, de un total de cinco.
El ciclo metonico se repite casi exactamente cada 19 años, y representa un ciclo de Saros con un año lunar adicionado. Como ocurre en la misma fecha calendaria, la sombra de la Tierra se encuentra en una posición relativamente similar, de acuerdo a las estrellas del fondo.

## Galería
| Eclipse observado desde Sandim, Portugal. 41°02′22″N 8°30′50″O / 41.03944, -8.51389. | Eclipse observado desde Regina, Saskatchewan. Cada imagen se toma aproximadamente cada 5 minutos.                                               |
| Imágenes tomadas en intervalos de 3-5 minutos en Bradley, Illinois.                  | Eclipse observado desde Halton Hills, Ontario. Desde las 01:47 hasta las 03:15 UTC, cada imagen se toma aproximadamente con 5min de separación. |
| Eclipse observado desde Winnipeg, Manitoba                                           | |
| Eclipse lunar observado desde Burlington, Ontario                                    | |
| Observado desde Baltimore, Maryland de 2:30 a 3:01 UTC.                              | |